# Tipula cladomera
Tipula cladomera är en tvåvingeart som beskrevs av Alexander 1936. Tipula cladomera ingår i släktet Tipula och familjen storharkrankar. Inga underarter finns listade i Catalogue of Life.